# Hjördis Töpel
Hjördis Töpel   (Göteborg, 4 de gener de 1904 - Göteborg, 17 de març de 1987) va ser una saltadora i nedadora sueca que va competir durant la dècada de 1920. Era germana de la també saltadora Ingegärd Töpel.
El 1924 va prendre part en els Jocs Olímpics de París, on va disputar quatre proves del programa de natació. En els 4 x 100 metres lliures guanyà la medalla de bronze fent equip amb Aina Berg, Gurli Ewerlund i Wivan Pettersson. En els 200 metres braça fou setena, mentre en els 100 i 400 metres lliures quedà eliminada en sèries. En aquests mateixos Jocs va guanyar la medalla de bronze en la prova de palanca de 10 metres del programa de salts.
Quatre anys més tard, als Jocs d'Amsterdam, va disputar la prova de palanca de 10 metres del programa de salts, en què quedà eliminada en sèries.